# Pseudicius amicus
Pseudicius amicus là một loài nhện trong họ Salticidae.
Loài này thuộc chi Pseudicius. Pseudicius amicus được Jerzy Prószyński miêu tả năm 2000.